# Anagyrus kivuensis
Anagyrus kivuensis är en stekelart som beskrevs av Compere 1939. Anagyrus kivuensis ingår i släktet Anagyrus och familjen sköldlussteklar.
Artens utbredningsområde är:
- Ghana.
- Elfenbenskusten.
- Kenya.
- Israel.
- Senegal.
- Uganda.

Inga underarter finns listade i Catalogue of Life.